# Hallands Nyheter
Hallands Nyheter ist eine schwedische Tageszeitung, die in Falkenberg, Varberg und Umgebung erscheint. Sie steht der Centerpartiet nahe.
Die Zeitung wurde 1905 als Falkenbergs-Posten vom Buchdrucker Artur Lagerihn gegründet; ihren jetzigen Namen hat sie seit 1919.
Die Auflage beträgt etwa 31.000 Exemplare. Rund 100 Mitarbeiter sind in den Bereichen Redaktion, Anzeigen, Ökonomie und Vertrieb beschäftigt.

## Weblink
- Internetpräsenz der Zeitung (schwedisch)